# Getúlio Marinho
Getúlio Marinho da Silva, mais conhecido por seu pseudônimo de  Amor (Salvador, 15 de novembro de 1889 – Rio de Janeiro, 31 de janeiro de 1964), foi um dançarino e compositor brasileiro.

## Biografia e carreira
Filho de Paulina Teresa de Jesus e de Antonio Marinho da Silva. Mudou-se para o Rio de Janeiro com a família aos seis anos. Ainda com a mesma idade, integrou-se o Rancho Dois de Ouro. Iniciou a carreira artística em 1916, atuando como dançarino na revista Dança de Velho, apresentada no Teatro São José. Desfilou-se no ano seguinte como mestre-sala no rancho Flor do Abacate. Posteriormente, foi mestre-sala do rancho Quem Fala de Nós Tem Paixão; e em 1921, passou a atuar no rancho Reinaldo de Silva.
Sua primeira composição foi gravada em 1930, o samba Não Quero Amor, pelo Conjunto Africano, na Odeon.
O samba de sua autoria, Não Chores, Benzinho, foi gravada em 1931, pelo cantor Patrício Teixeira; Apanhando o Papel (parceria com Ubiratan Silva), gravada por Francisco Alves; e Fome Não É Pagode, por Luís Barbosa, todos na Odeon.
Em 1934 ajudou a fundar a União das Escolas de Samba, de cuja primeira secretaria fez parte; a entidade instituiu o concurso "Cidadão Samba", título que Marinho recebeu no ano de 1940.
No ano de 1936 alcançou grande sucesso também na música junina, com o lançamento de Pula a Fogueira, gravada por Francisco Alves.

## Legado e influência
Marinho foi um dos precursores do samba e um dos muitos baianos que, radicados no Rio de Janeiro, ajudaram a mudar o panorama cultural do país; foi precursor e um dos maiores mestres-salas dos cordões e das escolas de samba cariocas e compositor de grande fama que, entretanto, manteve uma vida humilde até o fim da vida, em 1964.
Também é considerado um pioneiro de quem trazia o samba com "elegância", e que seriam uma marca em Ataulfo Alves e Paulinho da Viola.
Suas músicas foram, em vida, gravadas por inúmeros artistas de sucesso da época, como Francisco Alves, Patrício Teixeira, Jaime Vogeler, Henricão, e muitos outros.
Sobre ele registrou Jota Efegê: "Mestre-sala famoso, fiel ao aprendizado, em que teve como professor Hilário Jovino Ferreira (Lalau de Ouro), ...Getúlio Marinho da Silva sempre impôs presença nos desfiles (...) Sóbrio na sua coregrafia, sem acrobacias, presepadas ou letras espetaculares, lograva os aplausos do público justamente por isso que se pode designar como finesse."